# Линеарна једначина
У математици, линеарна једначина је једначина која се може поставити у облику
{\displaystyle a_{1}x_{1}+\cdots +a_{n}x_{n}+c=0,}
где су {\displaystyle x_{1},\ldots ,x_{n}} променљиве или непознате, а {\displaystyle c,a_{1},\ldots ,a_{n}} су коефицијенти, који су често реални бројеви, али могу бити и параметри не садржи непознате. Другим речима, линеарна једначина се добија једначењем линеарног полинома са нулом. Решења такве једначине су вредности које, када се замене непознатим, чине једнакост тачном.
Алтернативно, линеарна једначина се може добити изједначавањем нула линеарног полинома над неким пољем, из којег се узимају коефицијенти. Решења такве једначине су вредности које, када се замењују непознатама, чине једнакост тачном. У случају само једне променљиве, постоји тачно једно решење (под условом да {\displaystyle a_{1}\neq 0}). Често се термин линеарна једначина имплицитно односи на овај конкретни случај, у којем се променљива смислено назива непозната.
У случају две променљиве, свако решење се може тумачити као картезијанске координате тачке Еуклидове равни. Решења линеарне једначине чине линију у Еуклидовој равни, и обратно, свака права се може посматрати као скуп свих решења линеарне једначине са две променљиве. Одатле потиче термин линеарна за описивање ове врсте једначина. Генералније, решења линеарне једначине са n променљивих формирају хиперраван (потпростор димензије n – 1) у Еуклидовом простору димензије n.
Линеарне једначине се често јављају у свим математикама и њиховим применама у физици и инжењерству, делимично и због тога што су нелинеарни системи често добро апроксимирани линеарним једначинама.
Овај чланак разматра случај појединачне једначине са коефицијентима из поља реалних бројева, за које се проучавају реална решења. Сав његов садржај применљив је и на комплексна решења и, уопштеније, на линеарне једначине са коефицијентима и решењима у било ком пољу. За случај неколико истовремених линеарних једначина, погледајте систем линеарних једначина.

## Линеарна једначина са једном непознатом
Линеарна једначина са једном непознатом се може написати у општем облику:
{\displaystyle a\cdot x=b}
Случај једне непознате је од посебног значаја и често се линеарна једначина имплицитно односи на овај посебан случај.
Решење линеарне једначине облика {\displaystyle a\cdot x+b=0} је сваки број {\displaystyle x_{0}} такав да важи {\displaystyle a\cdot x_{0}=b}.
За решење линеарне једначине облика {\displaystyle a\cdot x=b} важи следеће:
- ако је {\displaystyle a\neq 0}, решење је облика {\displaystyle x=-{\frac {b}{a}}}
- ако је {\displaystyle a=b=0} једначина постаје {\displaystyle 0\cdot x=0} , и она има бесконачно много решења
- ако је {\displaystyle a=0,b\neq 0} једначина нема решења, јер множењем непознате {\displaystyle x} нулом не може настати број различит од нуле.

### Еквивалентне једначине
Еквивалентне линеарне једначине су оне једначине које имају исти скуп решења.
Две једначине A(x) и B(x) су еквивалентне ако свако решење једначине A(x) је уједно и решење једначине B(x) и обрнуто, ако је свако решење једначине B(x) уједно решење једначине A(x).
Типови еквивалентних трансформација за једнакост А(x) = B (x) су:
- {\displaystyle A-c=B-c}
- {\displaystyle A+c=B+c}
- {\displaystyle A\cdot c=B\cdot c}
- {\displaystyle A:c=B:c,c\neq 0}

### Решавање линеарне једначине са једном непознатом
За једначину облика {\displaystyle a\cdot x=b} каже се да је сређена једначина.
Проблем решавања сваке линеарне једначине се одговарајућим трансформацијама своди на проблем решавања сређене једначине, односно њеног општег облика. Решити једначину значи трансформисати је тако да непозната остане на једној страни једнакости, док се на другој страни налази такав број, који ако се замени у почетну једначину или било коју еквивалентну једначину даје тачну једнакост.
Линеарна једначина се решава коришћењем следећих метода:
- ослобађање од заграда. Ако се у једначини налазе изрази у заградама, врши се потребно множење чланова испред заграде са члановима у загради. У овом кораку се користи особина дистрибутивности.

Ако имамо случај:
{\displaystyle A\cdot (B+C)=A\cdot B+A\cdot C}
Пример:
{\displaystyle 5\cdot (x+8)=5\cdot x+40}
У случају множење бинома:
{\displaystyle (A+B)\cdot (C+D)=A\cdot C+A\cdot D+B\cdot C+B\cdot D}
Пример:
{\displaystyle (x+1)\cdot (x+2)=x\cdot x+2\cdot x+x+2=x^{2}+3x+2}
- елиминација разломака. Користи се када се у једначинама налазе рационални алгебарски изрази. Цела једначина се множи с најмањим заједничким садржаоцем именилаца (НЗС).

Пример:
{\displaystyle {\frac {1}{3}}\cdot x={\frac {1}{2}}}
пошто је 6 НЗС за 2 и 3, цела једначина се множи са 6
{\displaystyle 6\cdot {\frac {1}{3}}\cdot x=6\cdot {\frac {1}{2}}}
{\displaystyle 2\cdot x=3}
У случају да се у имениоцу налази и непозната x, трансформација у еквивалентну једначину се може извршити само под одређеним условима, па се наводе услови под којима је могуће извршити трансформацију једначине, с обзиром да именилац не може бити једнак 0
Пример:
{\displaystyle {\frac {2\cdot x-1}{x+2}}=1}
множи се цела једначина са {\displaystyle x+2}, а једначина има решење ако се испуњава услов да је {\displaystyle x\neq -2}
{\displaystyle (x+2)\cdot {\frac {2\cdot x-1}{x+2}}=(x+2)}
{\displaystyle 2\cdot x-1=x+2}
- раздвајање непознатих на једну (леву) страну, а познатих на другу (десну) страну, при чему се користи правило о промени знака.

Пример:
{\displaystyle 2\cdot x-1=x+2}
{\displaystyle 2\cdot x-x=2-1}
{\displaystyle x=1}
- сређивање обе стране једначине и изражавање непознате.

Пример:
{\displaystyle 3\cdot x+2\cdot x=18+2}
{\displaystyle 5\cdot x=20}
{\displaystyle x={\frac {20}{5}}}
{\displaystyle x=4}
Пример коришћења више метода:
{\displaystyle {\frac {4\cdot x+1}{3}}-{\frac {3\cdot x-2}{2}}=x-1}
ослобађање од именилаца множењем са {\displaystyle 6=3\cdot 2}
{\displaystyle {\frac {4\cdot x+1}{3}}-{\frac {3\cdot x-2}{2}}=x-1/\cdot 6}
{\displaystyle 2\cdot (4\cdot x+1)-3\cdot (3\cdot x-2)=6\cdot x-6}
ослобађање од заграда:
{\displaystyle 8\cdot x+2-9\cdot x+6=6\cdot x-6}
раздвајање непознатих од познатих:
{\displaystyle 8\cdot x-9\cdot x-6\cdot x=-6-2-6}
свођење на обе стране:
{\displaystyle -7\cdot x=-14}
дељење обе једначине са коефицијентом који стоји уз x (-7):
{\displaystyle -7\cdot x=-14/:(-7)}
{\displaystyle {\frac {-7}{-7}}x={\frac {-14}{-7}}}
{\displaystyle x=2}

### Линеарна једначина са параметрима
Линеарна једначина са параметрима, је једначина у којој се осим непознате и конкретних реалних бројева појављују параметри који нису дати конкретним вредностима.
Поступак решавања оваквих једначина је исти као и код осталих једначина. Једначина се своди на сређени облик, а затим се изражава непозната која у следећој форми:
{\displaystyle x={\frac {B}{A}}}
где су A и B изрази у којима учествују параметри. Како решење зависи од вредности параметара, ради се дискусија једначине према истим правилима која важе и за остале линеарне једначине:
- ако је {\displaystyle A\neq 0} једначина има јединствено решење {\displaystyle x={\frac {B}{A}}}
- ако је {\displaystyle A=B=0} једначина има бесконачно много решења за свако x∈R
- ако је {\displaystyle A=0,B\neq 0} једначина нема решења

## Линеарна једначина са две непознате
Линеарна једначина са две непознате {\displaystyle x_{0}} и {\displaystyle y} је свака једначина еквивалентна једначини облика:
{\displaystyle ax+by+c=0.}
где су 𝑎, 𝑏, 𝑐 реални бројеви, а коефицијенти 𝑎 и 𝑏 нису једнаки 0 (a ≠ 0, b ≠ 0).
Решење линеарне једначине са две непознате је сваки уређен пар {\displaystyle (x_{0},y_{0})} који заменом {\displaystyle x} са {\displaystyle x_{0}} и {\displaystyle y} са {\displaystyle y_{0}} ту једначину преводи у тачну бројевну једнакост.
Сваку линеарну једначину с две непознате можемо тумачити и као имплицитно задату линеарну функцију. Зато свакој таквој једначини придружујемо праву у координатном систему. Уређени пар координата сваке тачке те праве је једно од решења одговарајуће једначине.
То значи да линеарна једначина има бесконачно много решења, односно има онолико решења колико права {\displaystyle ax+by+c=0} има тачака.

### Линеарна функција
Ако је b ≠ 0, једначина
{\displaystyle ax+by+c=0}
је линеарна једначина једне променљиве y за сваку вредности x. Она има јединствено решење за y, које је дато са
{\displaystyle y=-{\frac {a}{b}}x-{\frac {c}{b}}.}
Ово дефинише функцију. Графикон ове функције је линија са нагибом {\displaystyle -{\frac {a}{b}}} и y-пресеком {\displaystyle -{\frac {c}{b}}.} Функције чији је граф линија обично се у контексту калкулуса називају линеарним функцијама. Међутим, у линеарној алгебри, линеарна функција је функција која мапира суму.

## Примена
Линеарне једначине се често јављају у математици и њиховим применама у физици и инжењерству, делом зато што се нелинеарни системи често приближно могу представити преко модела линеарних једначина.